# Com fer l'amor amb un negre sense cansar-se
Com fer l'amor amb un negre sense cansar-se (títol original: Comment faire l'amour avec un nègre sans se fatiguer) és una pel·lícula quebequesa realitzat per Jacques W. Benoît, estrenada l'any 1989, amb Isaac de Bankolé sobre un guió de Dany Laferrière estrenada de la seva novel·la homònima. Ha estat doblada al català.

## Argument
Un estiu càlid a Mont-real. Dos homes negres, Man i Bouba, comparteixen un apartament. Man és un autor ambiciós, que escriu sobre La Gran Novel·la. Bouba és un filòsof amateur que cita l'Alcorà. El costum de Man de relacionar-se amb joves dones blanques posa gelosos molts joves homes blancs.

## Repartiment
- Isaac de Bankolé: Vell
- Roberta Weiss: Miz Literatura
- Maka Kotto: Bouba
- Myriam Cyr: Miz Suïcida
- Jacques Legras: Venedor de màquines d'escriure
- Casa-Josée Gauthier: Miz Mistique
- Suzanne Almgren: Miz Duras
- Alexandra Innes: Miz Oh My God
- Nathalie Coupal: Miz Desenganyada
- Isabelle El Ecuyer: Miz Rousse
- Patricia Tulasne: Miz Feminista
- Tracy Ray: Miz Guili-Guili
- Dominique James: Miz Osiris
- Nathalie Talbot: Miz Bicicleta
- Fayolle Jean: Ballarí de la discoteca
- Luc-Martial Dagenais: Client de l'oficina de correus